# Isidro Olace
Isidro Olace Miranda (Ciudad de México, 4 de junio de 1935-Ibidem, 19 de noviembre de 2018) fue un actor de doblaje mexicano-estadounidense. Fue uno los primeros actores en hacer doblaje en español en Estados Unidos a finales de los años 1970, junto con Salvador Nájar y Carlos Petrel. Se estableció en la ciudad Los Ángeles, California, donde vivió hasta el momento de su muerte.
Olace es quizás más conocido por haber sido el narrador del serial radiofónico Kalimán durante las décadas de 1960 y 1970, actuando al lado de Luis de Alba y Luis Manuel Pelayo.

## Doblaje

### Películas
James Earl Jones
- Darth Vader en Star Wars Episodio V: El Imperio Contraataca (Primer doblaje).
- Darth Vader en Star Wars Episodio VI: El Regreso del Jedi (Primer doblaje).

Sebastian Shaw
- Anakin Skywalker  en Star Wars Episodio VI: El Regreso del Jedi (Primer doblaje).

Otros
- John Hammond (Richard Attenborough) en Parque Jurásico.
- Rey Murphy (Roddy McDowall) en Mowgli y Baloo
- Monroe Kelly (Ernie Hudson) en Congo.
- Richard Nixon (El mismo) en Forrest Gump.
- Carl (Gailard Sartain) en Me las vas a pagar papá.
- Bonafide (Delroy Lindo) en Sangre por sangre.
- Dr. Al Cade (Bill Macy) en El Doctor.
- Texas Jack Vermillio (Peter Sherayko) / Cantinero Milt Joyce (Pat Brasy) en Tombstone.
- Russell 'Russ' Fielding (Tom Bower) en Un detective suelto en Hollywood II.
- Secretario de Defensa Charles Potter (Josef Sommer) en The Enemy Within.
- Jerry (Dennis Hollahan) / Dr. Gutiérrez (Loren Almaguer) / Banquero en TV (John McCann) / General Strasser (Dante D'Andre) / Insertos en Cara Cortada (doblaje de Los Àngeles).
- Rey Roland de Druidia (Dick Van Patten) en S.O.S: Hay un loco perdido en el espacio.
- Narración y Harry "Red" Newman (Danny Glover) en Legendary.
- Speet (Bill Cobbs) en El hijo del Presidente.
- General Douglas MacArthur (James Sikking) en In Pursuit of Honor.
- Annas (Leon Lissek) / Rey Agrippa (Ian Gelder) / Voces diversas en Pablo: El Emisario
- Cus D'Amato (George C. Scott) en Tyson.
- Globus (John Shrapnel) en Patria.
- Dowser (Derrick O'Connor) en Brazil.
- Dave Drake (Mitch Ryan) en High Plains Drifter.
- Biderman (Michael Lerner) en Cheque en blanco.
- Senador Conyers (John Lithgow) en Los aviadores de Tuskegee.
- Reverendo Jerry Falwell (Richard Paul) / Doctor Bob (Blaine Nashold) / Voces adicionales en Larry Flynt: El nombre del escándalo
- Fraile (Jimmy Yuill) en Tanto para nada (Doblaje original).
- Roger Thornhill (William Devane) en Carrera al espacio.
- Tío Ignacio (Ignacio López Tarso) en Los hijos de Sánchez.
- Satanás (Jeroen Krabbé) en Jesús (1999).
- Frank Harlan (Robert Duvall) en Joe Kidd.
- Richard Whitmann (John Benneth Perry) en Un impulsivo y loco amor.
- Narrador en Volando a casa.
- Gmork (Alan Oppenheimer) en La historia sin fin.
- Voces adicionales en Los Picapiedra.
- Voces adicionales en Indiana Jones y la última cruzada.
- Inspector Villiers (Don McKillop) en Un hombre lobo americano en Londres.
- Rollin (Robert Swan), Doc Buggins (Ralph H. Shively), voces adicionales y presentación en Ganadores.
- Dr. Alexandr Bukhanovsky (Donald Sutherland) en Ciudadano X.
- Peter Lassally en Horario nocturno

### Series animadas
- Comandante Cobra en G.I. Joe
- Dr. Claw / Presentador en El Inspector Gadget (primer doblaje).
- Dr. Watson en Mazinger Z.
- Tadokoro / Taishi en Tokko.
- Wheeljack / Thundercracker / Inferno / C-Spray en Transformers G1.
- Pepe Trueno en Tiro loco McGraw.
- Jefe Golen / Doctor Salazar / Voces diversas en El Justiciero.
- Curqui en Sport Billy.
- Galtan en Super Agente Cobra.
- Hermann en La pequeña Lulú (Versión ZITV).
- Darkstorm (Chris Latta) y presentación en Visionaries.

### Películas animadas
- Mostacho en Astroboy (2009)
- Señor Rajuela / Espíritu de la Navidad presente en Los Picapiedra: Un cuento de Navidad
- Boyer (Stephen Mendillo) en Iron Man: El invencible
- Hulk en The Ultimate Avengers
- Hulk en The Ultimate Avengers 2
- Stubbs (Martin Short) / Voces adicionales en ¡Chicos! Estamos de vuelta

### Series de televisión
- Massimo (Joseph Mascolo) en Belleza y Poder.
- Phillip Drummond (Conrad Bain) en Blanco y Negro (Cuarta voz).
- Los inventores Tomás Goya (Capítulo "Goya, despertando de un sueño"); Narrador y Padre de Fee (Capítulo "Winslow Hummer: Un americano original"); Rabi Menasseh Ben Israel (Capítulo "Rembrandt, padres e hijos").

### Programas radiofónicos
- Kalimán
- Rayo de plata
- Julián Gallardo
- El cielo que nunca vi

### Documentales
- John Mark Byers en Paraíso Perdido 2: Revelaciones

De 1975 "La conexión del espacio exterior" (Documental).

### Videojuegos
- Narrador / Presentador en Star Fox 64 3D

## Fallecimiento
Isidro falleció el 19 de noviembre de 2018 a la edad de 83 años por Causas Naturales, su fallecimiento fue confirmado por la Asociación Nacional de Intérpretes.